# Сент Лио (Минесота)
Сент Лио (енгл. St. Leo) град је у америчкој савезној држави Минесота.

## Демографија
По попису из 2010. године број становника је 100, што је 6 (-5,7%) становника мање него 2000. године.
| Група             | 2000.       | 2010.      |
| Белци             | 104 (98,1%) | 93 (93,0%) |
| Афроамериканци    | 0 (0,0%)    | 0 (0,0%)   |
| Азијати           | 0 (0,0%)    | 0 (0,0%)   |
| Хиспаноамериканци | 0 (0,0%)    | 5 (5,0%)   |
| Укупно            | 106         | 100        |